# 卢阿特尔
卢阿特尔（法語：Louâtre，法語發音：[lwatʁ]）是法国上法兰西大区埃纳省的一个市镇，位于该省西南部，属于苏瓦松区。

## 地理
卢阿特尔（49°15'26"N, 3°14'46"E）面积11.02 平方千米，位于法国上法蘭西大區埃纳省，该省份为法国北部内陆省份，北起北部省，西接索姆省和瓦兹省，东临阿登省和马恩省，西南至塞纳-马恩省，东北部与比利时接壤。
与卢阿特尔接壤的市镇（或旧市镇、城区）包括：舒伊、科尔西、法沃罗勒、隆蓬、圣雷米布朗济、维莱埃隆、蒙戈贝尔。

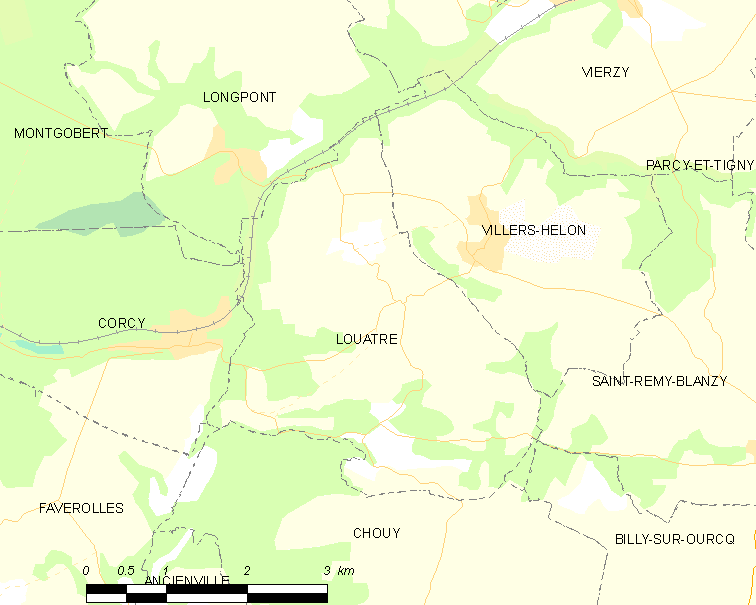
卢阿特尔的OSM定位图

卢阿特尔的时区为UTC+01:00、UTC+02:00（夏令时）。

## 行政
卢阿特尔的邮政编码为02600，INSEE市镇编码为02441。

## 政治
卢阿特尔所属的省级选区为维莱科特雷县。

## 人口

1962-2008年间卢阿特尔人口变化图示

卢阿特尔于2022年1月1日时的人口数量为189人。